# Pentagon (gruppo musicale sudcoreano)
I Pentagon (펜타곤?, abbreviato in PTG) sono una boy band sudcoreana formata dalla Cube Entertainment nel 2016. Il gruppo è composto da nove membri: Jinho, Hui, Hongseok, Shinwon, Yeo One, Yan An, Yuto, Kino e Wooseok. Hanno debuttato tramite il survival show Pentagon Maker di Mnet.

## Storia

### 2016-oggi: Debutto in Corea e in Giappone
Il 26 aprile 2016, la Cube Entertainment rivelò il nome del suo nuovo gruppo maschile attraverso un trailer intitolato "Come into the World". La formazione finale fu decisa attraverso il reality show Pentagon Maker, trasmesso dal canale sudcoreano Mnet. Alla fine dello show, Jinho, Hui, Hongseok, Yeo One, Yuto, Kino e Wooseok furono confermati come membri ufficiali del gruppo. Il 9 luglio i Pentagon pubblicarono le canzoni "Young" (per la quale uscì anche un video musicale) e "Find Me".
I Pentagon fecero il loro debutto ufficiale con il singolo "Gorilla" il 10 ottobre 2016 con dieci membri, includendo anche gli eliminati da Pentagon Maker, ÈDawn, Shinwon e Yan An. Lo stesso giorno pubblicarono il loro primo EP eponimo, che si posizionò settimo nella Circle Chart. Il 6 dicembre il gruppo tenne anche il suo primo concerto, Pentagon Mini Concert Tentastic Vol. 1, al Yes24 Live Hall nel distretto di Gwangjin, a Seul. I biglietti per il concerto andarono esauriti in 8 minuti. Il 7 dicembre il gruppo pubblicò il secondo EP Five Senses e la title track "Can You Feel It".

### 2017
Il 22 gennaio 2017 pubblicarono un video musicale speciale per "Pretty Pretty", una delle tracce di Five Senses, in collaborazione con Kim Chung-ha delle I.O.I.
Il 29 marzo debuttarono in Giappone con l'EP Gorilla, il quale si posizionò sesto nella Circle Chart e terzo nella Oricon Chart. L'album consiste in sei tracce: le versioni giapponesi di "Gorilla", "Can You Feel It", "Pretty Pretty" e "You Are", insieme a due nuove tracce in giapponese. Il 28 maggio il gruppo uscì il singolo "Beautiful", una ballata prodotta dal compagno di etichetta Jung Il-hoon dei BtoB. Il gruppo tenne tre giorni di concerti chiamato Tentastic Vol. 2 Trust dal 10 al 12 giugno al Shinhan Card Fan Live Hall.
Il 12 giugno i Pentagon pubblicarono il terzo EP in coreano, Ceremony, con la title track "Critical Beauty". L'EP arrivò al quattordicesimo posto nella classifica mondiale di Billboard, e il 24 luglio uscì a sorpresa il video musicale di "Precious Promise" per i loro fan. Il 6 settembre il gruppo pubblicò il quarto EP in coreano, Demo_01, promosso dalla title track "Like This", al quale seguì il Pentagon Mini Concert Tentastic Vol. 3 Promise al Yes24 Live Hall nel distretto di Gwangjin. Il 23 novembre uscì un quinto EP, Demo_02, e il singolo della title track "Runaway". Successivamente il gruppo fece il suo quarto concerto Pentagon Mini Concert Tentastic Vol. 4 Dream al Blue Square IMarket Hall a Seul.

### 2018
Il 17 gennaio 2018, i Pentagon pubblicarono il secondo EP in giapponese, Violet, e la title track omonima. Il 1º aprile fecero il loro ultimo concerto Pentagon Mini Concert Tentastic Vol. 5, Miracle al Blue Square I-Market Hall a Seul, mentre il giorno successivo pubblicarono il loro sesto EP in coreano, Positive, composto da sei tracce, con il singolo di traino "Shine". Il 1º maggio il singolo riuscì ad entrare nella Top 100 della classifica giornaliera di Melon, salendo con il tempo fino alla sedicesima posizione. Un mese dopo la pubblicazione riuscirono ad entrare per la prima volta nella Top 10 della classifica World Digital Song Sales di Billboard.
Il 14 novembre 2018 è stato annunciato da Cube Entertainment che E'Dawn avrebbe lasciato il gruppo.

## Formazione
- Hui (후이) (pseudonimo di Lee Hoe-taek; 이회택) – Leader, voce
- Jinho (진호) (pseudonimo di Jo Jin-ho; 조진호) – voce
- Hongseok (홍석) (pseudonimo di Yang Hong-seok; 양홍석) – voce
- Shinwon (신원) (pseudonimo di Ko Shin-won; 고홍석) – voce
- Yeo One (여원) (pseudonimo di Yeo Chang-gu; 여창구) – voce
- Yan An (闫桉S; 옌안) – voce
- Yuto (유토) (pseudonimo di Yuto Adachi; 安達 祐人) – rap
- Kino (키노) (pseudonimo di Kang Hyung-gu; 강형구) – voce, rap
- Wooseok (우석) (pseudonimo di Jung Woo-seok; 정우석) – rap

Ex-membri
- E'Dawn (이던) (pseudonimo di Kim Hyo-jong; 김효종) – rap (2016-2018)

## Discografia

### Album in studio
- 2020 – Universe: The Black Hall

### EP
- 2016 – Pentagon
- 2016 – Five Senses
- 2017 – Gorilla
- 2017 – Ceremony
- 2017 – Demo_01
- 2017 – Demo_02
- 2018 – Violet
- 2018 – Positive
- 2018 – Shine
- 2018 – Thumbs Up!
- 2019 – Genie:us
- 2019 – Sum(me:r)
- 2020 – We:th
- 2021 – Love or Take
- 2022 -  In:vite U

## Filmografia

### Varietà
- Pentagon Maker (2016)
- Pentagon's Textbook (2016-2017)
- Pentagon's Private Life (2016-2017)
- Pentagon's To Do List (2017)
- Pentagon's Thursday Night Live (2017)
- Pentory  (2017-in corso)
- Just Do It Yo! (2018-in corso)

### Drama
- Spark (스파크?, SeupakeuLR) – webserie (2016) – Yeo One, ÈDawn, Hui, Wooseok e Yuto
- Cheongchunsidae 2 (청춘시대?) – serial TV (2017) – Wooseok, Jinho, Shinwon, Yeo One, Yuto e Kino
- Joseon mi-inbyeoljeon (조선미인별전?) – serial TV, 2 episodi (2018) – Yeo One